# El Amate, Veracruz
El Amate är en ort i Mexiko.   Den ligger i kommunen Las Choapas och delstaten Veracruz, i den sydöstra delen av landet, 600 km öster om huvudstaden Mexico City. El Amate ligger 38 meter över havet och antalet invånare är 161.
Terrängen runt El Amate är huvudsakligen kuperad, men den allra närmaste omgivningen är platt. El Amate ligger nere i en dal. Runt El Amate är det ganska glesbefolkat, med 29 invånare per kvadratkilometer. Närmaste större samhälle är Nueva Tabasqueña, 12,5 km väster om El Amate. Omgivningarna runt El Amate är en mosaik av jordbruksmark och naturlig växtlighet.